# Catalogue La Redoute
 (mai 2025).
Le catalogue La Redoute est un catalogue gratuit, à parution semestrielle, présentant l'inventaire des produits proposés par la société de vente par correspondance française La Redoute. Il est distribué à 8 millions d'exemplaires.
La publication est lancée en 1928 et comporte alors que 16 pages présentant une quarantaine d'articles vestimentaires.

## Dans la fiction
Des personnages du film Les Beaux Gosses consultent les pages de lingerie féminine du catalogue.